# David Hackett Fischer
David Hackett Fischer (* 2. Dezember 1935) ist ein US-amerikanischer Historiker. Er ist Professor an der Brandeis University.

## Leben
Fischer studierte an der Princeton University mit dem Bachelor-Abschluss und wurde an der Johns Hopkins University promoviert. Er schrieb Bücher über legendäre Ereignisse des Amerikanischen Unabhängigkeitskrieges (Ritt von Paul Revere, Übergang über den Delaware von George Washington und allgemein seine Kriegführung im Winter 1776/77), die Federalists, methodische Probleme der Geschichtswissenschaft sowie Wirtschafts- und Kulturgeschichte. In seinem Buch Albion’s Seed geht er den britischen Wurzeln amerikanischer Kultur nach, wobei er vor allem vier Einwanderungswellen als entscheidend für die Prägung der amerikanischen Nationalkultur sah: die Einwanderung der puritanischen Pilgerväter (mit besonderem Einfluss auf Unternehmenskultur und Erziehung im Nordosten der USA), die Einwanderung aus Südengland nach Virginia (Indentur und Royalisten im Englischen Bürgerkrieg, mit Einfluss auf die Plantagenkultur der Südstaaten), die von Quäkern aus den nördlichen Midlands nach Delaware (Industriekultur des Mittleren Westens und Mittelatlantikstaaten) und von Nordengländern, Schotten und Iren in die amerikanischen Grenzgebiete und Pionierstaaten (mit Einfluss besonders in den Südstaaten und Ranchern).
Seit 1995 ist Fischer gewähltes Mitglied der American Academy of Arts and Sciences. Für Washington’s crossing erhielt er den Pulitzer-Preis für Geschichte. 2006 erhielt er den Irving Kristol Award des American Enterprise Institute. Für 2015 wurde ihm der Pritzker Literature Award for Lifetime Achievement in Military Writing zugesprochen.

## Schriften
- The Revolution of American Conservatism. The Federalist Party in the Era of Jeffersonian Democracy. Harper and Row, New York NY 1965.
- Historians’ Fallacies. Toward a Logic of Historical Thought. Harper and Row, New York NY u. a. 1970.
- Growing Old in America. Oxford University Press, New York NY 1978, ISBN 0-19-502159-2.
- als Herausgeber: Concord. The Social History of a New England Town, 1750–1850. Brandeis University, Waltham MA 1983.
- Albion’s Seed. Four British Folkways in America (= America, a Cultural History. 1). Oxford University Press, New York NY u. a. 1989, ISBN 0-19-503794-4.
- mit James C. Kelly: Away, I’m Bound Away. Virginia and the Westward Movement. Virginia Historical Society, Richmond VI 1993, ISBN 0-945015-07-0 (Später als: Bound Away. Virginia and the Westward Movement. University Press of Virginia, Charlottesville VI 2000, ISBN 0-8139-1773-5).
- Paul Revere’s Ride. Oxford University Press, New York NY u. a. 1994, ISBN 0-19-508847-6.
- The Great Wave. Price Revolutions and the Rhythm of History. Oxford University Press, New York NY u. a. 1996, ISBN 0-19-505377-X.
- Washington’s Crossing. Oxford University Press, Oxford u. a. 2004, ISBN 0-19-517034-2.
- Champlain’s Dream. Simon and Schuster, New York NY 2008, ISBN 978-1-4165-9332-4.
- Liberty and Freedom. (A Visual History of America’s Founding Ideas) (= America, a Cultural History. 3). Oxford University Press, Oxford u. a. 2005, ISBN 0-19-516253-6.
- Fairness and Freedom. A History of Two Open Societies, New Zealand and the United States. Oxford University Press, Oxford u. a. 2012, ISBN 978-0-19-983270-5.
- African Founders: How Enslaved People Expanded American Ideals. Simon & Schuster, New York 2022, ISBN 978-1-9821-4509-5.